# Nabiha Akkari
Nabiha Akkari (6 settembre 1985) è una cantante e attrice francese di origine tunisina.

## Biografia
Nabiha si forma in Francia dal 1996 al 2000 presso il Conservatorio du Val d'Yerres, dove segue corsi di teatro con la compagnia Leygurande. Dal 2005 frequenta il Centre des Arts del la Scene, dove segue corsi di teatro e canto sotto la direzione di Jacques Mornas, poi studierà ancora arrivando anche fino a Sydney. 
Nel 2006 con l'opera di teatro L'opera da tre soldi e poi prende parte alle campagne "Go sport", "Samsung" e "Mc Cafe". Per la televisione francese interpreta Izel in Un monde meilleur (serie per France 2) e Flavie nella quarta serie di Nos années pension. Nel 2011 debutta nel cinema italiano con il ruolo di Farah in Che bella giornata, film di Gennaro Nunziante, insieme a Checco Zalone. Nel novembre dello stesso anno esce al cinema il suo nuovo film Lezioni di cioccolato 2, con Luca Argentero. Vive a Parigi e parla fluentemente, oltre al francese, altre quattro lingue: arabo, inglese, spagnolo ed italiano.

## Filmografia

### Cinema
- Che bella giornata, regia di Gennaro Nunziante (2011)
- Lezioni di cioccolato 2, regia di Alessio Maria Federici, (2011)
- Nous York, regia di Géraldine Nakache (2012)
- Mohamed Dubois, regia di Ernesto Ona (2012)
- Septième ciel, regia di Guillaume Foirest (2012)
- Barbecue, regia di Éric Lavaine (2014)
- La folle histoire de Max et Léon, regia di Jonathan Barré (2016)
- Non c'è più religione, regia di Luca Miniero (2016)
- Taranta On the Road, regia di Salvatore Allocca (2017)
- Happy End, regia di Michael Haneke (2017)
- Quel giorno d'estate (Amanda), regia di Mikhaël Hers (2018)

### Televisione
- Nos années pension, regia di Stephan Kopecky (2009)
- Strictement platonique, regia di Stephan Kopecky (2009)
- Candice Renoir – serie TV, episodio 2x10 (2014)
- Cherif – serie TV, episodio 3x06 (2016)
- Nina – serie TV, episodio 2x01 (2016)
- Alphonse Président – serie TV, 10 episodi (2017)
- Le Bureau - Sotto copertura (Le Bureau des légendes) – serie TV, 3 episodi (2018)
- Messiah – serie TV, episodi 1x01-1x06 (2020)
- ZeroZeroZero – serie TV, episodi 1x07-1x08 (2020)
- Rapinatori – serie TV, 6 episodi (2021)

### Teatro
- The three penny opera Kurt Weill - Centre des arts de la scène (2006)
- Quatre à 4 de Michel Garneau - Théâtre de Stains, Marjorie Nakache (2010)